# Nogersund
Nogersund est une localité de Suède située dans la commune de Sölvesborg du comté de Blekinge. Elle couvre une superficie de 0,52 km2. En 2010, elle compte 495 habitants.